# 角川春樹
角川 春樹（かどかわ はるき、1942年〈昭和17年〉1月8日 - ）は、日本の編集者、実業家、映画監督、俳人、宗教家。角川源義の長男で、株式会社角川春樹事務所代表取締役社長、宗教法人明日香宮宮司、俳句結社「河」主宰を務める。
角川書店の2代目社長を歴任し、今日のKADOKAWA、角川映画の礎を築く。1993年に麻薬取締法違反などの容疑で逮捕され、角川グループ（現：KADOKAWAグループ）各社の役職を辞任した。釈放後、新たに株式会社角川春樹事務所（2代目法人）を設立した。
結婚歴6回、離婚歴5回。モットーは『生涯不良。何か文句あるか』

## 人物歴

### 生い立ち
富山県中新川郡水橋町（現・富山市）に誕生し、東京都杉並区に育つ。父は角川書店（現：KADOKAWAグループ）創業者の角川源義、母は富美子（旧姓鈴木）。杉並区立杉並第五小学校、杉並区立天沼中学校を経て國學院大學久我山高等学校に入学。高校在学中は剣道部に所属。
在学中の1949年7月26日に、異母次弟・道夫が角川書店の事務員で父の不倫相手でもある後の継母・照子に殺害される。
早稲田大学第二文学部史学専修を受験し合格したが、國學院大學理事の地位にある父の懇願で國學院大學文学部に進学する。大学在学中は拳闘部に所属してボクシングに熱中。
大学3年時には、渋谷ハチ公前で全学連相手200人に一人大立ち回りを演じ、新聞沙汰となった。「俺の魂はスサノオノミコト」だと主張。毎日、祝詞と読経を行い、「私は絶対だ。私は完全だ。私は神なのだ。」と唱えている。
1964年の大学卒業後、出版取次の栗田書店に半年間勤務する。その後は創文社に勤務する傍ら、夜は新宿三丁目でスナック・バー「キャッツ・アイ」を経営、バーテンをつとめる二足の草鞋生活を送る。創文社に勤務するなかでナポレオン・ヒルの著書『巨富を築く13の条件』と出会い、出版業に目覚める。

### 角川書店時代
1965年、父の経営する角川書店に入社する。1967年、俳優や声優が朗読する音声を収録したソノシート付きの『カラー版世界の詩集』を企画し刊行、大ヒットさせる。1968年、役員になるも不況にぶつかり、2か月で平社員になる。海外版「美術全集」を1万セット、納期を1日でも遅れたら全部キャンセルという厳しい条件の中7人の社員とわずか3か月で作った際には「このとき、協力者の恩は忘れてはならないけれど、裏切者は絶対許さないと誓った」という。1970年からは映画『ある愛の詩』『いちご白書』の原作本をはじめ、洋画の原作やノベライゼーションを次々と刊行。フレデリック・フォーサイスを日本に紹介した。しかし1970年5月21日、異母妹・真理が自殺。
角川書店は、国文学者である源義が、岩波書店を手本に国史・国書の出版を目的として創業した「硬派」の出版社で、教科書関連の書籍を中心としていた。源義のこうした創業理念や信賞必罰を貫く方針も相まって、息子・春樹の社内での立場はかなり浮き沈みがあった。そのような中、父の反対を押し切り出版した『ある愛の詩』が成功する。成功により春樹の社内での立場が高まり、次第に周囲から後継者として期待されるようになった。その後、当時既に過去の作家となっていた横溝正史に注目し、1971年以降横溝正史作品を角川書店から刊行した。
1975年10月27日、父・源義が死去。春樹は角川書店の2代目社長に就任すると、エンタテインメント出版社へと方向転換し、映画事業参入へと舵を切る。1976年1月8日に映画製作を担う新会社「株式会社角川春樹事務所」を設立し、同年11月13日には横溝正史・金田一シリーズの一つである『犬神家の一族』を公開する。春樹自ら制作総指揮として映画製作に参加し、監督は市川崑、音楽は大野雄二が担当した。映画シーンの一部を用いたテレビCMを放映するなどの画期的なマーケティングを行った。それを見た多くの映画評論家・有識者は閉口・酷評した。また、この時の角川書店は教科書関連の書籍を主に扱う小規模出版社であったため、ハイリスク・ハイリターンの映画事業に参入するのは極めて異例のことだった。結果として大量宣伝は大成功。多くの観客たちが映画館に殺到し、大ヒットとなった。翌年の『人間の証明』においても記録的な成果を上げ、書籍とのメディアミックス・マーケティング、いわゆる「角川商法」を確立させた。
この時、生き別れた母親とテレビで電話対談を行っている。
以降1970年代後半から1980年代にかけて、角川映画は莫大な収益をあげ、関連する角川書店の出版物も大きく販売部数を伸ばした。また、この角川映画の大きな成功を見た日本の推理作家、SF作家たちは角川書店を頼り、自身の作品を角川文庫から次々と刊行した。春樹はカリスマ経営者として注目を浴びるようになった。
1975年、古代船「野性号」を建造し対馬海峡西水道を横断した。この航海の模様は書籍『わが心のヤマタイ国 古代船野生号の鎮魂歌』に収められている。作家、高橋三千綱・豊田有恒が同行した。1977年にはカヌー「野性号II」を作り、「南島民の日本列島への飛来」を再現するため、ルソン島から鹿児島までの航海を行った。この航海の模様は、ドキュメンタリー映画『野性号の航海 翔べ 怪鳥モアのように』（1978年）に残されている。
1979年の『悪魔が来りて笛を吹く』『白昼の死角』、1981年の『魔界転生』は、角川映画ではなく純然たる東映映画（角川春樹事務所は企画協力）であったが、当時の岡田茂東映社長が春樹を優れたヒットメーカーと見込み、プロデューサーとして迎え入れた作品である。1981年の映画誌のインタビューで岡田は「角川春樹氏は映画プロデューサーでなくイベント屋だ」と評している。
1982年の『汚れた英雄』で監督デビューを果たす。
全盛期には、午前中は角川書店で出版業務を行い、午後は角川春樹事務所で映画や音楽の打ち合わせ、夜は自身の経営するクラブ『高倉』にてブレーンや広告代理店の関係者、映画プロデューサーや宣伝担当などと打ち合わせという日々を送っていたという。日本映画界が構造不況に陥る中、角川映画は興行的に成功。日本映画界での春樹の存在感は増していった。
80年代中頃から、角川映画の勢いは失速していった。背景には、鹿内春雄率いるフジテレビジョンの映画への本格参入があるとされ、フジサンケイグループのテレビ・新聞・ラジオ・出版物を用いた大規模・発展的なメディアミックス・マーケティングにより、角川映画の御株を奪われる事態となった。一時的に角川三人娘（薬師丸ひろ子、原田知世、渡辺典子）に代表されるアイドル映画で持ち直したものの、1985年に薬師丸ひろ子が角川春樹事務所を退所。翌1986年には所属していた原田知世と原田貴和子、渡辺典子が独立し、芸能マネジメント部門自体を廃止した。映画評論家の野村正昭は、角川春樹が監督業に進出したことで、監督という立場を理解し過ぎてしまい、プロデュースする作品の脚本や企画への拘りが薄れたと推察している。

### 長男・太郎の入社と弟・歴彦との対立
角川源義の死後、角川書店では社長の角川春樹が編集と映画、実弟で副社長の角川歴彦が管理と営業を分担し、二人三脚で経営を担ってきた。1982年、歴彦はテレビ黄金時代の到来を見据え、週刊カドカワの別冊として雑誌『ザテレビジョン』を創刊し、あわせて「株式会社ザテレビジョン」を設立した。当初は毎週4,000万円の赤字を出すなど苦戦していたが、5年後には日本一の週刊誌へと急成長する。さらに派生する形で『コンプティーク』などのゲーム・アニメ・コンピュータ分野の新媒体を生み出した。角川書店本体においても、1990年にタウン情報誌『週刊トウキョー・ウォーカー・ジパング』（のちに『東京ウォーカー』に改題）を創刊する。歴彦の主導した雑誌事業はいずれも成功を収め、利益面で大きく貢献した。
片や1980年代の春樹は、自ら監督を務めるなど、さらに映画への傾倒を深めていった。前述の通り興行面での不振が続いたが、その一方製作費は肥大化を続けた。90年代には「ルビー・カイロ」で念願のハリウッド進出を果たすも、20世紀フォックスが配給契約を破棄。33億円の製作費に対して、僅か5億円前後の回収に留まった。こうした春樹の道楽と化した映画事業に係る角川書店の借入金は180億円に達し、好調な歴彦の雑誌事業が下支えする状況となっていた。歴彦は社内での存在感を強めていった。
1992年2月頃、春樹は歴彦に、以前から検討していた角川書店の株式公開の話を持ち出した。歴彦はこれに対し、株式公開には賛成するものの、映画事業で悪化した財務状況の改善が先であると主張する。株式会社角川書店で50億、歴彦が社長を務める好調な2社（株式会社ザテレビジョン、株式会社角川メディア・オフィス）で30億を支出し、これらを原資とする借入金の一部返済を申し出た。
前後して春樹の長男・角川太郎が角川書店に入社する。数か月後、歴彦の追放を画策する春樹・太郎親子は、一連の財務改善スキームを歴彦による会社乗っ取り策であると断罪する。同年9月14日付で歴彦は取締役副社長を事実上解任され、角川書店を退社した。入れ違いとなる形で角川太郎が取締役国際部部長兼社長室長に就任した。佐藤辰男ら角川メディア・ハウスのほぼ全役職員は後を追って退社し、歴彦とともに「株式会社メディアワークス」を立ち上げた。ほどなくして週刊文春に「ホモ・セクハラ事件」を報じられた太郎は、1993年4月1日付けで取締役国際部長兼社長室長から雑誌編集局第二編集部課長に降格（毎日新聞は元部下の男性からセクハラで民事訴訟を起こされたのが直接の原因らしいと報じた）された。

### 逮捕と失脚
1993年8月29日、春樹は千葉県警察本部（千葉南警察署）により、（麻薬取締法違反・関税法違反・業務上横領被疑事件）で逮捕（千葉地検に起訴）された（いわゆる「コカイン密輸事件」）。千葉刑務所に勾留された。歴彦は獄中の春樹に対し「海に行ったとき、砕け散る波を見ながら、人間の営みなんてのは小さいことだ。出たら、すぐにでも会いたい」などとたびたび手紙を送った。 「出所したら角川書店に復帰できるよう取り計らう」と歴彦は春樹に手紙を送り、それを読んだ春樹が社長を退任した上で、歴彦が新社長に就任することに承諾すると返信した。そして1993年9月2日午前、取締役会で春樹の辞表承認および平取締役への降格、専務の大洞國光が社長就任（社長は30%、常務は20%、取締役と監査役は10%の給与カット）が決定した。同月「春樹容疑者の母親ら」から「角川家の意向」（当時株式のほぼ半分を所有、40%余りとも）として次期社長に歴彦を就かせるよう要請し役員はほぼ全員が了承、歴彦は「真剣に検討する」とコメントした。同月24日に森村誠一が発起人となり「『角川書店の将来』を考える会」が結成された、呼びかけ人には笹沢佐保、夏樹静子、高橋三千綱、中原誠ら合わせて13人。同月28日の役員会で歴彦を次期社長就任を前提として顧問にすることを決定し来月中に臨時株主総会を開き歴彦を新社長として選任する予定とした。10月19日に開かれた角川書店の臨時株主総会および取締役会にて、代表取締役社長に角川歴彦、代表取締役専務に佐野正利、新任監査役に紀伊國屋書店の松原治社長が就任する新体制が発足した。1994年12月13日、東京高裁は千葉地検の抗告を棄却し1億円の保釈金で午後6時前に保釈。春樹は歴彦の手紙を読み歴彦の情愛を感じたとした、ところが歴彦は出所後電話や面会を拒否、春樹の持つ角川書店の株式の売却を提案した。この株式売却(妻と1995年3月に実行)について、春樹はのちに「すべてを失ったという虚脱感」と語っている。2000年、最高裁で懲役4年の実刑確定。2001年、東京拘置所に拘置。八王子医療刑務所で服役。2002年、静岡刑務所に移監され、2004年に仮出所した。刑務所では周囲からかなりいじめられていたという。以降、春樹と歴彦は絶縁状態にある。

### 出版社・角川春樹事務所の設立
春樹は角川書店株式売却で得た約40億円をもとに1995年（平成7年）4月「株式会社角川春樹事務所」を設立した。後に同社社長となる大杉明彦らも角川書店を退職し、新会社に参加した。1995年の高額納税者18位は春樹である。春樹時代の角川書店で創刊し、その後飛鳥新社に売却されていたティーンエイジャーの女性向けファッション雑誌「Popteen」（ポップティーン）を買い取り、刊行開始する。「Popteen」の姉妹誌として増刊号として刊行されていた「BLENDA」（ブレンダ）を、2003年9月より月刊化。1997年、1970年代の角川文庫を連想させるエンターテインメント文庫「ハルキ文庫」を創設。かつて角川文庫から刊行され絶版となっていた国内SFなども多数復刊した。SFに関しては2000年から「小松左京賞」を主催。小松左京の個人誌「小松左京マガジン」の販売も担当している。ハルキ文庫については、2000年からハルキ・ホラー文庫を刊行開始。1998年からはハルキ・ノベルズの刊行開始。
1996年7月、荒俣宏責任編集のオカルト系雑誌「ボーダーランド」を創刊。その関係で、翌年からオカルト系の書籍を刊行する「ボーダーランド文庫」を創刊。雑誌「ボーダーランド」は1997年9月号で休刊。
「19世紀末パリの都市文化が産み落とした 高等遊民（隠居的生活者）」を意味する「ランティエ」から、1998年から春樹が読みたかった作家の単価1000円のアンソロジーの「ランティエ叢書」を刊行開始。また2004年末には「50代以上の、大人の男の和を極める」雑誌、「ランティエ。」を創刊。2005年2月号からは雑誌名を「ランティエ」と変更して新創刊。
2005年、角川春樹は映画製作に復帰する。「男たちの大和/YAMATO」（2005年）、「蒼き狼 〜地果て海尽きるまで〜」（2006年）、「椿三十郎」（2007年）、「神様のパズル」（2008年）と、大作、話題作を続けざまに制作したが、復帰第一作である「男たちの大和」こそ大ヒットとなったものの、以降の作品は興行収入では苦戦を続け、2009年に1997年の『時をかける少女』以来12年ぶりの監督作となる、「笑う警官」を発表し「動員が150万人を超えなかったら映画を辞める」と東映側と約束した。
2019年、角川春樹は10年ぶりメガホンをとり髙田郁の時代小説『みをつくし料理帖』を自身最後の監督作として映画化、2020年10月16日に公開された。伊藤彰彦によるインタビュー『最後の角川春樹』（毎日新聞出版）によると、春樹は同作の映画化は2016年にも松竹へ打診していたが、2年を経過しても音沙汰がなかったため、「本音を言ってください、待たせるだけじゃなくて」と申し入れた。「（角川）歴彦の角川書店が松竹に『Fukushima50』が捩じ込んだこと」の影響もあり、松竹は映画化を断念。その後東映の岡田裕介会長に打診し、映画化を実現した。

### 映画評
1977年の映画で優れているのは4本だけで、邦画は『八甲田山』『悪魔の手毬唄』、洋画は『ロッキー』『ダウンタウン物語』だけだという。『ロッキー』が73点で最高だと述べている。前年の1976年は邦画の『犬神家の一族』が最高で「68点」とも述べている。また『人間の証明』は73点で、今年の邦画、洋画あわせてもベスト・スリーには入り、トップになるかもしれない、とした。春樹は「ぼくはラッシュで、また泣けるわけですよ」とも言っている。

### 俳人として
1979年、生前に父・源義が創刊・主宰し、源義没後は分裂騒動を機に継母の角川照子が主宰を引き継いでいた俳誌「河」の副主宰に就任。大学受験以降、離れていたものの、「あなたがやらないなら『河』は解散する」と言われ、選者の立場になった責任から急激に俳句への傾斜を深め、以後旺盛に俳句に関わる。1981年に第一句集『カエサルの地』出版、翌年に第二句集『信長の首』を出版。中上健次は『信長の首』について、従来の俳句の「四畳半的な、せまい世界」をぶち壊したと評し、散文家としてショックを受けたと語る。高柳重信などを中心とした前衛俳人らの強い批判があったが、晩年の山本健吉や吉本隆明からも激賞を受け、その登場は俳壇的事件として捉えられた。1986年に俳句総合誌『俳句研究』を買収したことも話題となる。第二句集『信長の首』は1982年芸術選奨文部大臣賞および第6回俳人協会新人賞を受賞。以降も多数の句集を出しており、1983年『流され王』で第35回読売文学賞、1990年『花咲爺』で第24回蛇笏賞、2005年『海鼠の日』で第5回山本健吉文学賞、同年『JAPAN』で第8回加藤郁乎賞、2007年『角川家の戦後』で第7回山本健吉文学賞を受賞している。
2006年「河」主宰に就任。俳句にはリズム感と映像の復元力、自己投影が必要とする。代表句は「黒き蝶ゴッホの耳を殺（そ）ぎに来る」（『カエサルの地』）、「向日葵や信長の首斬り落とす」（『信長の首』）、「流されてたましひ鳥となり帰る」（『流され王』）、「存在と時間とジンと晩夏光」（『存在と時間』）など。特に第三句集『流され王』以降で民俗的伝統への傾倒を示し、あらぶる神々への共感が句の特色となる。「河」主宰就任時より、「盆栽俳句」にまみれた既成俳壇から訣別するとして「魂の一行詩」を標榜。2011年には東日本大震災を受けた震災句集『白い戦場』を出版した。

### 年譜
- 1964年：國學院大學文学部卒業。角川書店の跡取りと悟られぬよう母の旧姓で取次の栗田と創文社に入り、半年ずつ修業。かたわら新宿3丁目でスナック「キャッツアイ」を経営し、昼はサラリーマン、夜はバーテンという二重生活を送る。
- 1965年：角川書店入社。
- 1971年：編集局長就任。
- 1975年：父・角川源義死去に伴い、角川書店の2代目社長に就任。
- 1976年：映画製作を行なう旧・角川春樹事務所を設立。角川映画の製作開始。
- 1984年：群馬県嬬恋村の神社、明日香宮（宗教法人）宮司に就任[1]。
- 1992年：弟の角川歴彦を角川書店から追放。
- 1993年：コカイン密輸で警察に逮捕。それに伴い角川書店の社長を辞任。
- 1995年：角川書店の取締役を退任、角川春樹事務所を設立。
- 2000年：角川春樹事務所社長を辞任し、特別顧問に就任。最高裁で懲役4年の実刑確定。
- 2001年：東京拘置所に拘置。八王子医療刑務所で服役
- 2002年：静岡刑務所に移監
- 2004年：仮出所。
- 2006年：尾道大学客員教授就任。
- 2009年11月：角川春樹事務所会長兼社長に就任。

## 家族
父は角川書店創業者・角川源義。母は源義の最初の妻・冨美子。姉の作家・辺見じゅん、元KADOKAWA会長の角川歴彦が同腹の姉弟。その他、父の後妻である俳人・角川照子を母に持つ異母妹・真理がいて、春樹は可愛がっていたが、18歳で自殺した。春樹自身、6人の女性との間に6度の結婚歴があり、5番目の妻は、現・ライターの柘いつか、6番目の妻は歌手のASUKAである。最初の3人の妻と6番目の妻との間にはそれぞれ子どもが1人ずついる。1965年に大学の同級生と初めて結婚して、角川書店元取締役の長男・太郎（1966年12月25日生）を儲けたが、1973年10月、後に2番目の妻になる女との間に元アイドルの現ライターの角川慶子ができたため離婚、(なお慶子には孫にあたる娘がいる。）しかし2ヶ月後には三番目の妻となる女（清子、職業はプロデューサー）との間に子ども（泰章（12月7日生））ができたためまた離婚し再再婚したため父源義を激怒させた。
このため6番目の妻との間に生まれた息子は三男にあたる。

## 結婚離婚歴
上記のように角川春樹は、6度の結婚と5度の離婚を繰り返している。最初の結婚は1965年、角川書店に入社した23歳の時で、相手は同棲していた國學院大學の同級生だった。翌年の24歳の頃までは、角川春樹は「付き合って男女の関係になったら必ず結婚しなければならない」という硬派な考えの持ち主だったが、詩人だった宗左近の知人で占い師の女性から「角川さんは頭が良すぎる。だから色々先を見過ぎてしまう。もっと遊ばなければ大きくなれない」と言われ、その後の角川春樹は、本人曰く「軟派の修行」と称するほど、女性遍歴を重ねるようになった。1973年、2番目の妻となる女性が妊娠して最初の妻と離婚した。その2か月後に3番目の妻となる女性・清子が妊娠したため、2番目の妻と離婚した。1975年、角川春樹が33歳の時に父親の角川源義が死去し、「日常性を拒否し、非情の世界に身を沈めたい」として3番目の妻・清子と次男・泰章を残して別居、その後離婚し、4番目の妻（最初の妻と同一人物）と結婚した。1998年、58歳の時に4度目の離婚を経験し、1億円以上の慰謝料と邸宅を含めた一切の財産を4番目の元妻に譲渡した。2001年頃に5番目の妻・柘いつかと結婚するが、2003年頃に離婚し、69歳の時に40歳年下の歌手・ASUKAと結婚、翌年の70歳の時には3男が誕生している。

## エピソード
- 広島県尾道市を舞台にした映画をプロデュースした縁もあり、角川春樹は尾道を第二の故郷と話しており[69]、2006年に尾道市立大学の芸術文化学部日本文学科（文芸創作）の客員教授を務め[55][69]、このときの聴講生だったASUKAと2009年に結婚している[55][56]。
- 1975年ごろ、見城徹によると安井かずみと交際していた[70]。
- 映画「天と地と」の撮影現場では、上杉謙信役の榎木孝明に「お前の演技は学芸会レベルだ。俳優やめちまえ」「生きていてもしょうがねえだろ？人間やめろ！」と何度も激しく罵倒したという[71]。その後、角川は「天河伝説殺人事件 (映画)」の浅見光彦役に榎木を起用した[72]。
- 五木寛之の「風に吹かれて」を文庫化した際に春樹は1年かかって口説き落としたが五木は承知してから、民放の深夜放送で聴取者に対する呼びかけや、居抜きの書店でのサイン会にも率先して参加するなどした、春樹は五木のやり方を見て、宣伝は視覚的に具体的にやらねばダメだと悟った[73]。
- 雨のなかで、山積みされた文庫をひっくり返すという角川文庫のテレビコマーシャルには「本がもったいない」と抗議の電話があったが、「反響があることは成功だというんですよ。文庫は読んだあと捨ててもかまわない」[8]。
- 「親父は、死ぬ前、もう商売には興味を失って学問したいといい出した。このときおれは初めて親父を超えたと思ったネ。でも死んで1年近くたつと、親父とのことは終わったというのが実感だな。でも、自分が社長になって出版物の奥付が、親父の名からおれの名になったとき、やはり責任感じたな」と語っている[8]。

## 伝説
角川春樹にはいくつもの伝説があり、本人や周囲の人間によって語られている。
- 3歳のころから何回も、夥しい数の赤い点滅や葉巻型のUFOの大編隊と宇宙人を見たと主張していて、自身が宇宙を飛び回る意識もあるという。
- 自称、超能力者で未来予知能力を持つらしく、35歳で海を漂流してるときに神通力に気付いたといい、モンゴルに行ったときには数十年ぶりに雨（雪）を降らせている。
- 訪れた先の旅館では天狗の封印を解いて、居合わせた仲居が天狗を見たと発言。
- 尿道結石で入院中の手塚治虫の手を握って治し、それへの感謝として『火の鳥（太陽編）』を角川書店が発行の『野性時代』で連載させ角川で作品を文庫化させている。
- 世界最強の人間を自負している。
- 2.5kgの木刀を9時間かけて3万3100回振っている[75]。
- 薬物関連で話題になっているときに、交友のある長渕剛に美味いカレーを食わせているが、カレーの美味さの秘訣を聞かれたが答えていない。
- たまに太陽が2つ出ているのを見ることがあり、関東大震災を止めたのも自分だと言う。
- 海に沈んだ戦艦大和は潜った瞬間に自身が初めて発見したと話す。
- 武田信玄、天武天皇、神武天皇、ヤマトタケルなどの生まれ変わりを自認しており、チンギス・ハーンだけは他人に指摘されて気付き、その記憶だけは無いという。
- 「弟には才能が無い」と語り、映画『蒼き狼』では弟を冒頭で殺している（『博士も知らないニッポンのウラ』第28回 角川春樹伝説、『わが闘争―不良青年は世界を目指す』）。

## 製作作品
- 犬神家の一族（1976年・東宝）
- 人間の証明（1977年・東映）
- 野性号の航海 翔べ怪鳥モアのように（1978年・日本ヘラルド映画）
- 野性の証明（1978年・日本ヘラルド映画、東映）
- 悪魔が来りて笛を吹く（1979年・東映）
- 白昼の死角（1979年・東映）
- 金田一耕助の冒険（1979年・東映）
- 蘇える金狼（1979年・東映、東映芸能ビデオ）
- 戦国自衛隊（1979年・東宝）
- 復活の日（1980年・東宝）
- 野獣死すべし（1980年・東映、東映芸能ビデオ）
- ニッポン警視庁の恥といわれた二人 刑事珍道中（1980年・東映）
- スローなブギにしてくれ（1981年）
- 魔界転生（1981年・東映）
- ねらわれた学園（1981年・東宝）
- 悪霊島（1981年）
- 蔵の中（1981年・東映セントラルフィルム）
- セーラー服と機関銃（1981年・東映） - キティ・フィルムと共同製作
  - セーラー服と機関銃 完璧版（1982年・東映）
- 化石の荒野（1982年）
- 蒲田行進曲（1982年・松竹）
- この子の七つのお祝いに（1982年・松竹）
- 汚れた英雄（1982年・東映）
- 伊賀忍法帖（1982年・東映）
- 幻魔大戦（1983年・東宝東和）
- 探偵物語（1983年・東映）
- 時をかける少女（1983年・東映）
- 里見八犬伝（1983年・東映）
- 少年ケニヤ（1984年）
- 晴れ、ときどき殺人（1984年・東映セントラルフィルム）
- 湯殿山麓呪い村（1984年・東映セントラルフィルム）
- メイン・テーマ（1984年・東映）
- 愛情物語（1984年・東映）
- 麻雀放浪記（1984年）
- いつか誰かが殺される（1984年・東映）
- Wの悲劇（1984年・東映）
- 天国にいちばん近い島（1984年・東映）
- カムイの剣（1985年・東映）
- ボビーに首ったけ（1985年・東映）
- 友よ、静かに瞑れ（1985年・東映セントラルフィルム）
- 結婚案内ミステリー（1985年・東映セントラルフィルム）
- 早春物語（1985年・東宝/角川春樹事務所）
- 二代目はクリスチャン（1985年・東宝/角川春樹事務所）
- キャバレー（1986年・東宝）
- 彼のオートバイ、彼女の島（1986年・東宝）
- オイディプスの刃（1986年・東宝）
- 時空の旅人（1986年・東宝）
- 火の鳥 鳳凰編（1986年・東宝）
- 黒いドレスの女（1987年・東宝）
- 恋人たちの時刻（1987年・東宝）
- 火の鳥 ヤマト編（1987年）
- 迷宮物語（1987年・東宝）
- 火の鳥 宇宙編（1987年）
- ザナドゥ ドラゴンスレイヤー伝説（1988年）
- 花のあすか組!（1988年）
- ぼくらの七日間戦争（1988年）
- 妖精王（1988年）
- 宇宙皇子（1989年・東宝）
- ファイブスター物語（1989年・東宝）
- 花の降る午後（1989年・東宝）
- 江口寿史のなんとかなるでショ!（1990年）
- 天と地と（1990年・東映）
- 天上編 宇宙皇子（1990年・東映クラシックフィルム）
- 天河伝説殺人事件（1991年・東映）
- 魔獣戦士ルナ・ヴァルガー（1991年）
- 幕末純情伝（1991年・松竹）
- ぼくらの七日間戦争2（1991年）
- アルスラーン戦記（1991年・松竹）
- サイレントメビウス（1991年・松竹）
- アルスラーン戦記 II（1992年・松竹）
- サイレントメビウス2（1992年・松竹）
- 風の大陸 The Weathering Continent（1992年・松竹）
- イース 天空の神殿 〜アドル・クリスティンの冒険〜（1992年 - 1993年）
- REX 恐竜物語（1993年）
- 時をかける少女（1997年）
- アレクサンダー戦記（2000年・ギャガ）
- ハルキWebシネマ Vol.1 ネオホラーシリーズ（2005年）
- ハルキWebシネマ Vol.2 ネオホラーシリーズ（2005年）
- ハルキWebシネマ Vol.3 ネオホラーシリーズ（2005年）
- 男たちの大和/YAMATO（2005年・東映）
- ハルキWebシネマ Vol.4 怖い本シリーズ（2006年）
- ハルキWebシネマ Vol.5 怖い本シリーズ（2006年）
- 神様のパズル（2008年・東映）

## 製作総指揮作品
- ルビー・カイロ（1992年・アメリカ/日本）
- 蒼き狼 〜地果て海尽きるまで〜（2006年・日本/モンゴル）
- 椿三十郎（2007年・東宝）
- ハードロマンチッカー（2011年・東映）

## 監督作品
- 汚れた英雄（1982年）
- 愛情物語（1984年）
- キャバレー（1986年）
- 天と地と（1990年）
- REX 恐竜物語（1993年）
- 時をかける少女（1997年）
- 笑う警官（2009年）
- みをつくし料理帖（2020年） - 製作・監督・共同脚本[44]

## 出演作品
- 犬神家の一族（1976年） - 渡辺刑事 役
- 人間の証明（1977年） - 闇市の復員兵 役
- 柳生一族の陰謀（1978年） - 安藤重長 役
- 野性の証明（1978年） - 自衛隊隊長 役
- 赤穂城断絶（1978年） - 庄田下総守 役
- 白昼の死角（1979年） - 野崎寿美男 役
- 悪魔が来りて笛を吹く（1979年） - 植松 役
- 金田一耕助の冒険（1979年） - 団地の亭主 役
- 蘇える金狼（1979年） - 沢野 役
- 戦国自衛隊（1979年） - 真田昌幸 役
- 野獣死すべし（1980年） - 警官 役
- 復活の日（1980年） - 隊員 役
- ニッポン警視庁の恥といわれた二人 刑事珍道中（1980年） - 美枝子の夫 役
- スローなブギにしてくれ（1981年） - 自転車に乗る男 役
- 魔界転生（1981年） - 板倉内膳正 役
- ねらわれた学園（1981年） - 審判員 役
- セーラー服と機関銃（1981年） - 風鈴の屋台を引く男 役
- 化石の荒野（1982年） - 藤沢記者 役

（その他、プロデュースした作品の多くにカメオ出演している）

## その他のクレジット
- 戦国自衛隊（1979年） - 音楽監督
- ねらわれた学園（1982年） - 企画
- キャバレー（1986年） - 音楽
- 天と地と（1990年） - 脚本
- REX 恐竜物語（1993年） - 脚本
- 時をかける少女（1997年） - 脚本
- ハルキWebシネマ Vol.1 ネオホラーシリーズ（2005年） - 企画
- ハルキWebシネマ Vol.2 ネオホラーシリーズ（2005年） - 企画
- ハルキWebシネマ Vol.3 ネオホラーシリーズ（2005年） - 企画
- 男たちの大和/YAMATO（2005年） - 音楽総合プロデューサー
- ハルキWebシネマ Vol.4 怖い本シリーズ（2006年） - 企画
- ハルキWebシネマ Vol.5 怖い本シリーズ（2006年） - 企画

## 出演番組
- 角川春樹の俳句をあなたに（文化放送）

## 著作
- 『わが心のヤマタイ国 古代船野性号の鎮魂歌』立風書房 1976、角川文庫 1978
- 『黄金の軍隊 ゴールデン・トライアングルのサムライたち』プレジデント社 1978
- 『翔べ怪鳥モア 野性号Ⅱの冒険』角川文庫 1979
- 『試写室の椅子』角川書店 1985
- 『わが闘争 不良青年は世界を目指す』イースト・プレス 2005／ハルキ文庫 2016

句集
- 『カエサルの地』牧羊社 河叢書 1981
- 『信長の首』牧羊社 河叢書 1982
- 『流され王』牧羊社 河叢書 1983
- 『補陀落の径 角川春樹句集』深夜叢書社 河叢書 1984
- 『角川春樹集・猿田彦』俳句の現在 三一書房 1985
- 『「いのち」の思想』富士見書房 1986
- 『一つ目小僧 句集』富士見書房 1987
- 『花時雨 自選三四九句 句集』富士見書房 1988
- 『夢殿 句集』富士見書房 1988
- 『花咲爺 句集』富士見書房 1989
- 『関東平野 句集』角川書店 1992
- 『月の船 句集』角川書店 1992
- 『檻 句集』朝日新聞社 1995 のちハルキ文庫
- 『存在と時間 句集』河出書房新社 1997
- 句集『いのちの緒』角川春樹事務所 2000
- 句集『角川春樹獄中俳句 海鼠の日（なまこのひ）』文學の森 2004
- 『Japan 句集』文學の森 2005
- 『朝日のあたる家』思潮社 2006
- 『角川家の戦後』思潮社 2006（詩集）
- 『魂の一行詩』文學の森 2006
- 『飢餓海峡』思潮社 2007
- 『叛逆の十七文字 魂の一行詩』思潮社 2007
- 『晩夏のカクテル 魂の一行詩』日本一行詩協会 日本一行詩叢書 2007
- 『荒地 魂の一行詩』日本一行詩協会 日本一行詩叢書 2008
- 『男たちのブルース』思潮社 2008
- 『漂泊の十七文字 魂の一行詩』思潮社 2008
- 『白い戦場 震災句集』文學の森 2011
- 『白鳥忌 一行詩集』文學の森 2011
- 『夕鶴忌 一行詩集』文學の森 2013
- 『健次はまだか』港の人 2016
- 『源義の日』ふらんす堂 2018
- 『角川源義の百句』ふらんす堂 2019

### 共著・編
- 『俳句の時代 遠野・熊野・吉野聖地巡礼』中上健次共著 角川書店 1985 のち文庫
- 『詩の真実 俳句実作作法』森澄雄共著 角川選書 1987
- 『現代俳句歳時記 新年・春夏秋冬』編 ハルキ文庫 1997
- 『活字の大きい用字必携』編 角川春樹事務所 1998
- 『季寄せ』編 角川春樹事務所 2000
- 『地果て海尽きるまで 角川春樹「魂の一行詩」自選一〇〇』金田石城書 角川春樹事務所 2007
- 『生涯不良 師弟問答』石丸元章共著 マガジン・マガジン 2009
- 『いつかギラギラする日 角川春樹の映画革命』清水節共著 角川春樹事務所 2016

### 翻訳
- エリック・シーガル 『ラブ・ストーリィ』板倉章名義で訳[76] 角川書店 1970 のち角川文庫
- フィリス・アトウォーター『光の彼方へ』ソニー・マガジンズ 1995 のちハルキ文庫